# جيمس روبرت هوغ
جيمس روبرت هوغ (بالإنجليزية: James R. Hogg) هو ضابط أمريكي، ولد في 23 نوفمبر 1934 في أنابولس في الولايات المتحدة.